# Квіти в пилу
Квіти в пилу (англ. Blossoms in the Dust) — американська мелодрама Мервіна Лероя 1941 року.

## Сюжет
Една одружилася з техасцем Семом Гледні, який працював на млині. Незабаром народила сина, але він загинув в дуже юному віці. Випадково Една дізнається, що в штаті є багато безпритульних дітей, і вирішує зробити що-небудь для них. Відважна жінка не побоїться вступити в протистояння з судовою системою і громадською думкою, що засуджує дітей, народжених поза шлюбом.

## У ролях
- Грір Гарсон — Една Гладней
- Волтер Піджон — Сем Гладней
- Фелікс Брессар — доктор Макс Бреслер
- Марша Гант — Шарлотта
- Фей Голден — місис Кейлі
- Семьюель С. Гайндс — містер Кейлі
- Кетлін Говард — місис Кітс
- Джордж Лессі — містер Кітс
- Вільям Генрі — Аллан Кітс
- Генрі О'Нілл — суддя